# Paper monkeys
Paper monkeys is een studioalbum van Ozric Tentacles. Het album is opgenomen in een geluidsstudio nabij Red Feather Lakes.

## Musici
- Ed Wynne – gitaar, synthesizers
- Brandi Wynne – basgitaar
- Silas Wynne (Silas) – synthesizers samples
- Oliver Seagle (Oli) – slagwerk, percussie

## Muziek
| Nr. | Titel                 | Duur  |
| --- | --------------------- | ----- |
| 1.  | Attack of the Vapours | 5:22  |
| 2.  | Lemon kush            | 6;15  |
| 3.  | Flying machines       | 6:22  |
| 4.  | Knurl                 | 6:08  |
| 5.  | Lost in the sky       | 7:20  |
| 6.  | Paper monkeys         | 7;17  |
| 7.  | Plown                 | 7:52  |
| 8.  | The will of the wisps | 10:43 |
| 9.  | Air city              | 3:53  |